# Kulifay Elek
Kulifay Elek (Cece, 1837. május 28. – Valkótard (Tordinci), 1912. július 15.) tordinci református lelkész, egyházszervező.

## Felmenői, családja
Régi nemesi református lelkészcsaládból származik, őse Kulifay György 1649-ben nyert címeres nemeslevelet. Édesapja, nemes Kulifay István alsóváradi református lelkész fia, nemes Kulifay István, aki református lelkész volt Cecén és Zengővárkonyban, édesanyja Szederkényi György kálozi református lelkész és nemes Borsos Judit lánya, Szederkényi Lídia.
Kulifay Elek 1865. március 19-én Szabadhídvégen vette feleségül Kálmán József szabadhídvégi református lelkész és Hőke Ágnes lányát, Kálmán Ágnest (Ősi, 1844. január 26. – Tordinci, 1902. január 21.). Sógora és iskolatársa a gyönki gimnáziumban és a Pápai Református Kollégiumban is, feleségének testvére, Kálmán Farkas református lelkész, zenetörténész, zeneszerző. Házasságából öt gyermek született.
Gyermekei:
- Jolán
- Margit (Tordinci, 1873. december 26. – Szalkszentmárton, 1961. augusztus 17.) férje: Magdika Mihály református tanító
- István, református lelkész-tanító[7] (Tordinci, 1875. október 6. – Kuncsorba, 1906. május 26.)[8] felesége: Kisújszállás, 1903. március 3. Erdei Gizella (Kisújszállás, 1879. február 17. – )[9]
- József, református tanító[10] (1880 körül – Látrány, 1934. június 19.) felesége: Szigethy Vilma
- Elek, református lelkész (Tordinci, 1884. január 8. – Pécs, 1957. május 23.)[11] felesége: Szekszárd, 1910. július 6. Szabó Mária (Szekszárd, 1887. május 16. – )[12]

## Tanulmányai, pályafutása

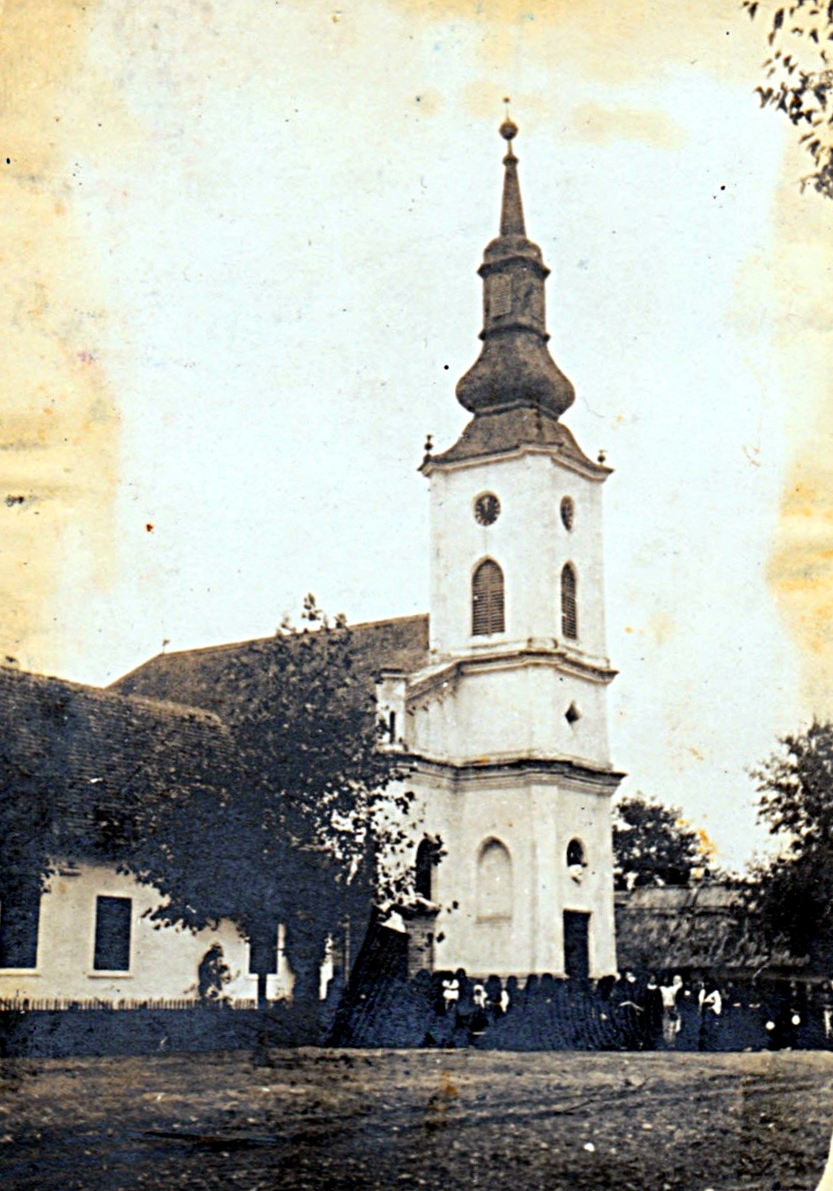
A tordinci református templom

Tanulmányait a gyönki református algimnáziumban 1848-ban kezdte, ahol öt osztályt végzett Filó Lajos református lelkész, teológiai tanár, Kis Gábor és más tanárok vezetése alatt. Iskolatársai voltak többek között Tolnai Lajos író, publicista és későbbi sógora Kálmán Farkas református lelkész, zenetörténész, zeneszerző. Gyönkről további tanulmányai folytatására 1852 őszén Pápára ment. Pápán töltött évei alatt, 1853-ban édesapja elhunyt és ő csak a Pápai Református Kollégium jótéteményei mellett tanulhatott tovább. Teológiai tanulmányait 1855 őszén az akkor felállított Pesti Theológiai Akadémián folytatta, ahol magántanítással és Török Pál, a Dunamelléki református egyházkerület későbbi püspökének, közeli rokonának segítségével tartotta fenn magát.
Tanulmányait 1859-ben fejezte be. Ezt követően rendelték ki Kórógyon iskolamesterré. Innen járt át temetni a szomszéd Tordinci és Antin horvát falvakba. 1863-ban az első papi vizsga letétele után Török Pál református püspök a tordinci-antini leányegyházba rendelte lelkész-tanítóul. Kulifay Elek közbenjárására 1869-ben Horvátország tartományi gyűlése (a Szábor) által Tordinci anyaegyházzá emeltetett Antin filiával, őt pedig ott szentelték fel lelkésznek. Hivatása gyakorlását azzal tette még hatékonyabbá, hogy pár év alatt kiválóan megtanult horvátul és számos egyházi írást lefordított erre a nyelvre is. Már 1871-ben nyomtatásban is megjelent Polgár Mihály, a Dunamelléki református egyházkerület püspökének Rövid útmutatás a keresztény vallás előadására. A helv. vallást követők értelme szerint c. munkája kitűnő horvát fordításában. Ezt követte 1874-ben a templomi énekes-könyv, amely a Magyarországi Református Egyház legszebb zsoltáraink és dicséreteink horvát nyelvű költői fordítását tartalmazza. Személyes kéziratgyűjteményében pedig egy kis könyvtár tett tanúbizonyságot arról, hogy Kulifay Elek, gyakorlati tevékenysége mellett, nagy munkásságot fejtett ki a magyar református egyházi irodalom legkiválóbb termékeinek horvát nyelvre való átültetésében.
Református lelkészi működésében sokat háborgatta a diakovári érsekség, amely kifogásolta egyházszervezői tevékenységét és azt, hogy a négy artikulált magyar református egyházközségen kívül (Haraszti (horvátul: Hrastin), Kórógy, Rétfalu és Szentlászló) más helyen is szabadon gyakorolják vallásukat a reformátusok.
Lelkészi és egyházszervezői munkájának 50. évfordulóját 1909 októberében ünnepelte, amelynek alkalmából félévszázados lelkipásztori működése alatt szerzett érdemei elismeréséül Ferenc József osztrák császár, magyar és cseh király, Khuen-Héderváry Károly miniszterelnök és horvát-dalmát-szlavón tárca nélküli miniszter felterjesztésére, a minisztertanár jóváhagyásával 1910. október 24-én a Koronás Arany Érdemkereszt kitüntetésben részesítette.

## Halála
Kulifay Elek 1912. július 15. Tordincin hunyt el, sírja a helyi református temetőben van.

## Származása
| nemes Kulifay Elek (Cece, 1837. május 28.– Tordinci, 1912. július 15.) református lelkész | Apja: nemes Kulifay István ( ? – Zengővárkony, 1853. július 29.) cecei, utóbb zengővárkonyi református lelkész | Apai nagyapja: nemes Kulifay István (Losonc, 1764 – ? ) alsóváradi református lelkész                                       | Apai nagyapai dédapja: nemes Kulifay Pál                                                       |
| nemes Kulifay Elek (Cece, 1837. május 28.– Tordinci, 1912. július 15.) református lelkész | Apja: nemes Kulifay István ( ? – Zengővárkony, 1853. július 29.) cecei, utóbb zengővárkonyi református lelkész | Apai nagyapja: nemes Kulifay István (Losonc, 1764 – ? ) alsóváradi református lelkész                                       | Apai nagyapai dédanyja:                                                                        |
| nemes Kulifay Elek (Cece, 1837. május 28.– Tordinci, 1912. július 15.) református lelkész | Apja: nemes Kulifay István ( ? – Zengővárkony, 1853. július 29.) cecei, utóbb zengővárkonyi református lelkész | Apai nagyanyja: Havlik Judit                                                                                                | Apai nagyanyai dédapja:                                                                        |
| nemes Kulifay Elek (Cece, 1837. május 28.– Tordinci, 1912. július 15.) református lelkész | Apja: nemes Kulifay István ( ? – Zengővárkony, 1853. július 29.) cecei, utóbb zengővárkonyi református lelkész | Apai nagyanyja: Havlik Judit                                                                                                | Apai nagyanyai dédanyja:                                                                       |
| nemes Kulifay Elek (Cece, 1837. május 28.– Tordinci, 1912. július 15.) református lelkész | Anyja: Szederkényi Lídia (Káloz, 1807. február 9.– ? )                                                         | Anyai nagyapja: Szederkényi György (Balatonszabadi, 1762. augusztus 04. - Káloz, 1827. július 7.) kálozi református lelkész | Anyai nagyapai dédapja: Szederkényi György ( ? - Káloz, 1788. szeptember 7.) református tanító |
| nemes Kulifay Elek (Cece, 1837. május 28.– Tordinci, 1912. július 15.) református lelkész | Anyja: Szederkényi Lídia (Káloz, 1807. február 9.– ? )                                                         | Anyai nagyapja: Szederkényi György (Balatonszabadi, 1762. augusztus 04. - Káloz, 1827. július 7.) kálozi református lelkész | Anyai nagyapai dédanyja: Nagy Ilona ( ? - Káloz, 1792. szeptember 10.)                         |
| nemes Kulifay Elek (Cece, 1837. május 28.– Tordinci, 1912. július 15.) református lelkész | Anyja: Szederkényi Lídia (Káloz, 1807. február 9.– ? )                                                         | Anyai nagyanyja: nemes Borsos Judit Sáregres                                                                                | Anyai nagyanyai dédapja: nemes Borsos János Sáregres                                           |
| nemes Kulifay Elek (Cece, 1837. május 28.– Tordinci, 1912. július 15.) református lelkész | Anyja: Szederkényi Lídia (Káloz, 1807. február 9.– ? )                                                         | Anyai nagyanyja: nemes Borsos Judit Sáregres                                                                                | Anyai nagyanyai dédanyja:                                                                      |